# Lista celor mai mari biblioteci din lume

Biblioteca Congresului Statelor Unite ale Americii din Washington, D.C., cea mai mare bibliotecă din lume

Lista celor mai mari bilioteci din lume clasează instituțiile publice care dețin colecții de cărți și, eventual, alte materiale și suporturi media, accesibile membrilor proprii și membrilor instituțiilor asociate (biblioteci), în funcție de numărul total de exemplare deținut (fond de carte), în format fizic sau digital.
Lista include bibliotecile al căror fond de carte depășește 10 milioane de exemplare.
| Imagine | Nume | Locație | Țară          | Fond de carte (cărți, e-books, scan) | Număr de vizitatori/ane (inclusiv online) | Buget anual     | Personal | Note       |
|         | | |               |                                      |                                           |                 |          |            |
| ------- | --- | --- | ------------- | ------------------------------------ | ----------------------------------------- | --------------- | -------- | ---------- |
|         | Biblioteca Congresului Statelor Unite ale Americii (în engleză Library of Congress)                                                                                           | Washington, D.C. | Statele Unite | 181,1 mil.                           | 149,3 mil.                                | 1,01 mld. US$   | 3.263    | 2024       |
|         | Biblioteca Britanică (în engleză British Library) | Londra și Boston Spa, West Yorkshire                                                                                       | Regatul Unit  | 170 mil.                             | 20,55 mil.                                | 151,8 mil. £    |          | 2024       |
|         | Biblioteca rusească de stat (în rusă Российская государственная библиотека, transliterat: Rossiiskaia gosudarstvennaia biblioteka)                                            | Moscova | Rusia         | 126,1 mil.                           | 40,3 mil.                                 | 3,78 mld. ₽     | 1.746    | 2023       |
|         | Biblioteca din Shanghai (în chineză: 上海图书馆, transliterat: Shànghǎi túshū guǎn)                                                                                           | Shanghai | China         | 58 mil.                              |                                           |                 | 751      | 2024       |
|         | Biblioteca Publică din New York (în engleză New York Public Library) | New York City (92 de locații din Manhattan, Bronx și Staten Island)                                                        | Statele Unite | 54 mil.                              | 18 mil.                                   | 2,74 mld. US$   | 3.000    | 2024       |
|         | Biblioteca Națională a Germaniei (în germană Deutsche Nationalbibliothek) | Leipzig și Frankfurt | Germania      | 53,1 mil.                            | 29,15 mil.                                | 65,5 mil. €     | 353      | 2024       |
|         | Biblioteca Națională a Dietei (în japoneză 国立国会図書館, transliterat: Kokuritsu Kokkaitoshokan)                                                                            | Tokyo și Kyoto | Japonia       | 47,53 mil.                           | 46,15 mil.                                | 20,43 mld. ¥    | 895      | 2024       |
|         | Biblioteca Națională a Chinei (în chineză: 中国国家图书馆, transliterat: Zhōngguó guójiā túshū guǎn)                                                                          | Beijing | China         | 44,24 mil.                           | 1,18 mld.                                 | 759,35 mil. ¥   | 1.361    | 2024       |
|         | Biblioteca Regală Daneză (în daneză Det Kongelige Bibliotek) | Copenhagen și Aarhus | Danemarca     | 42,5 mil.                            | 1,45 mil.                                 | 890,2 mil. kr   | 751      | 2024       |
|         | Biblioteca Națională a Franței (în franceză Bibliothèque nationale de France)                                                                                                 | Paris | Franța        | 41,66 mil.                           | 43,13 mil.                                | 258 mil. €      | 2.262    | 2023       |
|         | Bibliotecile Universității din California (în engleză University of California Libraries)                                                                                     | Campusurile Berkeley, Davis, Irvine, Los Angeles, Merced, Riverside, San Diego, San Francisco, Santa Barbara și Santa Cruz | Statele Unite | 40,8 mil.                            |                                           | 295 mil. US$    | 2.000    | 2024       |
|         | Biblioteca de Stat a Bavariei (în germană Bayerische Staatsbibliothek) | München | Germania      | 38,46 mil.                           | 1,1 mil.                                  | 63,9 mil. €     | 896      | 2024       |
|         | Biblioteca Universității din Illinois (în engleză University of Illinois Library)                                                                                             | Urbana, Illinois | Statele Unite | 38 mil.                              |                                           | 48,7 mil. US$   |          | 2023       |
|         | Biblioteca Națională a Rusiei (în rusă Российская национальная библиотека, transliterat: Rossiiskaia naționalnaia biblioteka)                                                 | Sankt Petersburg | Rusia         | 37 mil.                              | 1 mil.                                    | 6,67 mld. ₽     | 1.795    | 2024, 2011 |
|         | Biblioteca Națională a Spaniei (în spaniolă Biblioteca Nacional de España) | Madrid | Spania        | 35 mil.                              |                                           | 36,3 mil. €     | 482      | 2024       |
|         | Biblioteca și Arhivele Canadei (în engleză Library and Archives Canada) | Ottawa, Halifax, Winnipeg, Vancouver                                                                                       | Canada        | 27 mil.                              | 6 mil.                                    | 199,81 mil. CAD | 853      | 2024, 2020 |
|         | Biblioteca Academiei Ruse de Științe (în rusă Библиотека Российской академии наук, transliterat: Biblioteka Rossiiskoi akademii nauk)                                         | Sankt Petersburg | Rusia         | 26,5 mil.                            |                                           |                 |          | 2024       |
|         | Biblioteca de Stat din Berlin (în germană Staatsbibliothek zu Berlin) | Berlin | Germania      | 25 mil.                              | 1,4 mil.                                  |                 |          | 2024       |
|         | Biblioteca Publică din Boston (în engleză Boston Public Library) | Boston, Massachusetts (26 de locații)                                                                                      | Statele Unite | 23 mil.                              | 6,9 mil.                                  | 92,96 mil. US$  |          | 2024       |
|         | Biblioteca Statului New York (în engleză New York State Library) | Albany, New York | Statele Unite | 20 mil.                              |                                           |                 |          | 2024       |
|         | Biblioteca Harvard (în engleză Harvard Library) | Cambridge, Massachusetts                                                                                                   | Statele Unite | 20 mil.                              |                                           |                 | 800      | 2024       |
|         | Biblioteca Regală a Suediei (în suedeză Kungliga biblioteket) | Stockholm | Suedia        | 18 mil.                              |                                           | 551,87 mil. kr  | 345      | 2024       |
|         | Biblioteca Universității din Michigan (în engleză University of Michigan Library)                                                                                             | Ann Arbor, Michigan | Statele Unite | 16.1 mil.                            | 1,8 mil.                                  | 59,8 mil. US$   | 434      | 2024       |
|         | Bibliotecile Universității din Toronto (în engleză University of Toronto Libraries)                                                                                           | Toronto, Ontario (40 de locații din campusurile St. George, Mississauga și Scarborough)                                    | Canada        | 16 mil.                              | 18 mil.                                   | 125 mil. CAD    |          | 2024, 2023 |
|         | Biblioteca Națională a Ucrainei (în ucraineană Національна бібліотека України імені В. І. Вернадського, transliterat: Naționalna biblioteka Ukraiinî imeni V. I. Vernadskoho) | Kiev | Ucraina       | 15,8 mil.                            |                                           | 50,3 mil. ₴     | 800      | 2024       |
|         | Biblioteca Universității Yale (în engleză Yale Library) | New Haven, Connecticut | Statele Unite | 15.2 mil.                            |                                           |                 | 500      | 2024, 2020 |
|         | Biblioteca Națională a Iranului (în persană سازمان اسناد و کتابخانه ملی ایران, transliterat: Sazman esnad ve ketabakhaneh moli iran)                                          | Teheran | Iran          | 15,0 mil.                            |                                           |                 |          | 2022       |
|         | Bibliotecile publice din Hong Kong (în chineză: 香港公共圖書館, transliterat: Xiānggǎng gōnggòng túshū guǎn)                                                                  | Hong Kong | China         | 13,63 mil.                           | 4,83 mil.                                 | 776,2 mil. HK$  |          | 2023       |
|         | Biblioteca Națională a Poloniei din Varșovia [în poloneză Biblioteka Narodowa (Warszawa)]                                                                                     | Varșovia | Polonia       | 10,43 mil.                           | 1,01 mil.                                 |                 | 512      | 2023       |
|         | Biblioteca Publică din Toronto (în engleză Toronto Public Library) | Toronto, Ontario | Canada        | 10,2 mil.                            |                                           | 17,53 mil. CAD  | 1.825    | 2023       |